# 磯野宏夫
磯野 宏夫（いその ひろお，1945年—2013年5月28日）是日本的畫家、插畫家。愛知縣出身。愛知教育大學教育學部美術科畢業。

## 主要作品

### 畫集
- （1996年）
- Emerald Forest（1996年）
- SHINING FOREST（ポストカード集，2000年）
- （2003年）

### 插畫
- 講談社（少年少女講談社文庫，1978年）
- （2007年）
- 紅玉伊月『角鴞與夜之王 』（電撃文庫，2007年）
- 湯本貴和『熱帶雨林生命之森』（自費出版，2008年）
- 紅玉伊月『毒吐姬與星之石』（電撃文庫，2010年）

### 繪本插圖
- 笠原秀（1979年）
- 中嶋博和（農山漁村文化協，1987年）
- 渡部一ニ（農山漁村文化協会，1989年）

### 遊戲
- 聖劍傳說（史克威爾，1991年）
- 聖劍傳說2（史克威爾，1993年）
- 聖劍傳說 HEROES of MANA（NDS、史克威爾艾尼克斯，2007年）

## 註解
1. ↑  . 公式サイトの告知.   [2013-06-13]. （原始内容存档于2013-06-21）.

## 外部連結
- 官方網頁「磯野宏夫 イラストレーションの世界」（日語）